# Gsm-jammer
Een gsm-jammer is een stoorzender die wordt gebruikt om te voorkomen dat mobiele telefoons signalen kunnen ontvangen van een gsm-mast. Deze apparaten kunnen op vrijwel elke locatie gebruikt worden, maar komen vooral voor op plekken waar een telefoongesprek als storend kan worden ervaren. Ook kunnen ze door veiligheidsdiensten worden gebruikt om bijvoorbeeld te voorkomen dat bommen vanop afstand geactiveerd zouden kunnen worden met een mobiele telefoon.

## Legaliteit
Aangezien gsm-jammers radiosignalen uitzenden, kan het wel of niet legaal zijn om zo'n apparaat te bezitten of bedienen op basis van geldende wetten voor dat gebied. Redenen om jammers te verbieden zijn onder andere gezondheidsrisico's in verband met het hoge stralingsniveau dat de toestellen uitzenden en de mogelijkheid tot het verhinderen van noodoproepen naar de hulpdiensten via mobiele telefoons.
- Australië: Illegaal om te bedienen, te leveren en in bezit te hebben.[2]
- Brazilië: Illegaal, maar installatie in gevangenissen is voorgesteld.[3]
- Canada: Illegaal, behalve door federale handhavers die daar toestemming voor hebben gekregen.[4]
- EU: Illegaal, volgens de Europese Richtlijn 2014/53/EU".[5][6]
- Nieuw-Zeeland: Illegaal om te verkopen, produceren en te gebruiken.[7] Legaal in gevangenissen door Department of Corrections.[8]
- Singapore: Illegaal om te produceren, importeren, gebruiken of te verkopen. Behalve voor mensen die de bevoegdheid hebben.[9]
- Zuid-Afrika: Illegaal. Geen enkele organisatie heeft de bevoegdheid om gsm-signalen te blokkeren. Alle apparaten die signalen kunnen blokkeren zijn illegaal.[10]
- Zweden: Illegaal. Legaal in gevangenissen en voor militair gebruik.[11]
- Oekraïne: Legaal, gepland om in scholen te gebruiken.[12]
- Verenigd Koninkrijk: Illegaal om te gebruiken, maar legaal om te bezitten. Voorgesteld door gevangenis inspecteurs,[13] is het sinds eind 2012 legaal om in gevangenissen te installeren en te gebruiken.[14]
- Verenigde Staten: Gsm-jammers worden in bepaalde situaties door federale ambtenaren gebruikt.[15] Privacyrechten van vastgoedeigenaar kunnen invloed hebben op het beleid en toepassing van de wet in gebouwen.[bron?] Voor radiocommunicatie is het illegaal om te bedienen, te produceren, importeren of te koop aanbieden, waaronder reclames (Communications Act of 1934).[16] Het blokkeren van gsm-signalen in het openbaar kan een boete van maximaal $112.000 en/of een gevangenisstraf van maximaal een jaar opleveren.[17] De Homeland Security Act van 2002 geeft de mogelijkheid om de Communications Act van 1934 te negeren.[18]

Tot 2016 was het gebruik van gsm-jammers in België enkel legaal in gevangenissen en op oefenterreinen van het leger. Ook mocht het leger gsm-jammers inzetten bij militaire operaties in het buitenland. Sinds februari 2016 zou de ontmijningsdienst DOVO echter illegaal gebruik gemaakt hebben van gsm-jammers tijdens ontmijningsoperaties in België, onder meer vanwege het verhoogde aantal interventies na de aanslagen van 22 maart in Brussel. Eind 2016 kwam toenmalig minister van Telecommunicatie Alexander De Croo met een voorstel voor een wettelijk kader voor dergelijk gebruik van gsm-jammers door DOVO, de speciale eenheden van de federale politie en de inlichtingen- en veiligheidsdiensten. Gsm-jammers zouden daarmee enkel in specifieke situaties en beperkt in zowel tijd als ruimte mogen ingezet worden.